# Brou, Eure-et-Loir

Brou este o comună în departamentul Eure-et-Loir, Franța. În anul 2009 avea o populație de 3503 de locuitori.